# Teri Weigel
Teri Weigel (n. 24 februarie 1962, Fort Lauderdale, Florida, SUA) este fostă model și actriță pornografică americană.

## Biografie
Weigel s-a născut în Fort Lauderdale, Florida și a crescut în Deerfield Beach, Florida⁠(d). A început să fie model în adolescență, apărând, printre altele, în catalogul Saks Fifth Avenue⁠(d).

## Carieră
Weigel a apărut pe coperta numărului Playboy din noiembrie 1985 și a fost Playboy Playmate pentru aprilie 1986. Ea a apărut, de asemenea, într-un număr de videoclipuri Playboy. Ulterior, a avut mai multe roluri minore în filme mainstream, inclusiv Predator 2 și Semnul morții⁠(d), și a avut mai multe apariții ca "Jade" în Familia Bundy. Ea a fost a doua Playmate care a apărut și în revista Penthouse, după Ursula Buchfellner, noiembrie 1985.
Weigel a fost implicată într-un accident de mașină în august 1990, în urma căruia a suferit leziuni grave la gât și la spate care au necesitat cinci operații. Neputând să lucreze timp de patru luni din cauza rănilor, ea și soțul ei, Murrill Maglio, au fost nevoiți să își vândă casa și să se mute într-un apartament. În timpul producției unui videoclip nud care a fost unul dintre ultimele proiecte ale lui Weigel pentru Playboy, un coleg i-a sugerat să facă filme pentru adulți pentru a câștiga bani. Inițial respingând ideea, Weigel s-a răzgândit în cele din urmă. Weigel și Maglio au vorbit cu vecinii lor, Fred și Patti Lincoln, care produceau filme pentru adulți.
Primul ei film a fost Inferno în 1991, în care a jucat alături de Marc Wallice⁠(d). Potrivit lui Weigel și Maglio, ei nu vedeau relațiile sexuale ale lui Weigel cu alți bărbați ca pe o problemă datorită sentimentului de siguranță pe care îl simțeau în relația lor. Maglio a avut roluri minore, non-sexuale, în unele dintre filmele ei. Pentru a-și spori viabilitatea carierei, Weigel a suferit o operație de mărire a sânilor, mărindu-și sânii la 36DD. După ce a devenit prima Playmate Playboy care a trecut la pornografie, editorul a încetat relația cu ea, deoarece Playmates care fac pornografie nu au voie să reprezinte compania. Noua carieră a lui Weigel i-a afectat și relația cu familia sa, părinții ei încetând să mai vorbească cu ea până în 1992.
În 2000, Playboy a dat-o în judecată pe Weigel pentru utilizarea de către aceasta a logo-ului Playboy pe site-ul său.

## Viață personală
Weigel s-a căsătorit cu Murrill Maglio în decembrie 1986. Maglio a murit pe 4 iunie 2015, la vârsta de 63 de ani.

## Premii
- 2002 - XRCO Halls of Fame[7]
- 2003 - AVN Halls of Fame[8]

## Filmografie selectivă
- Playboy Video Centerfold: Teri Weigel (1986) - ea însăși
- Playboy's Fantasies (1987) - ea însăși
- Familia Bundy (1988-1990) - Jade
- Predator 2 (1990) - Mary, chelnerița din Colombia
- Semnul morții (1990) - fata sexy